# مورتن باكي
مورتن باكي (بالنرويجية البوكمول: Morten Bakke)‏ هو لاعب كرة قدم نرويجي، ولد في 16 ديسمبر 1968 في أوبلاند في النرويج. شارك مع منتخب النرويج لكرة القدم. أما مع النوادي، فقد لعب مع نادي فوليرينغا ونادي مولده ونادي ويمبلدون.

## وصلات خارجية
- مورتن باكي على موقع اتحاد النرويج (النرويجية)
- مورتن باكي على موقع قاعدة بيانات كرة القدم.إي يو (الإنجليزية)
- مورتن باكي على موقع ناشيونال فوتبول تيمز (الإنجليزية)
- مورتن باكي على موقع Soccerbase.com (لاعب) (الإنجليزية)
- مورتن باكي على موقع IMDb (الإنجليزية)